# Westlife
Westlife — вокальний гурт з Ірландії, створений 1998 року. Перший сингл гурту, що вийшов у 1999 році, «Swear It Again», очолив чарти Британії та Ірландії. Першої сходинки в британських чартах досягали і наступні 6 синглів — «If I Let You Go», «Flying Without Wings», «I Have A Dream»/«Seasons In The Sun», «Fool Again», «Against All Odds (Take a Look at Me Now)», «My Love». Це досягнення забезпечило гурту місце в Книзі рекордів Гіннесса — Westlife став єдиним колективом, перші 7 синглів якого очолили офіційний хіт-парад Великої Британії. 2000 року гурт був визнаний «найкращим гуртом Великої Британії й Ірландії» за версією MTV Europe Music Awards.

## Дискографія
- Westlife (1999)
- Coast to Coast (2000)
- World of Our Own (2001)
- Unbreakable: The Greatest Hits, Vol. 1 (2002)
- Turnaround (2003)
- Allow Us to Be Frank (2004)
- Face to Face (2005)
- The Love Album (2006)
- Back Home (2007)
- Where We Are (2009)